# 置賜橋
置賜橋（おきたまばし）は、山形県米沢市にある最上川に架かる橋。

## 概要
山形県道237号広幡窪田線が通る。米沢市の上新田と窪田町を結んでおり、置賜駅の新設に伴い建設された橋である。
橋の両岸は親水公園「窪田水辺の楽校」が整備されている。

## 歴史
初代
置賜駅の新設により、駅と窪田地区を結ぶ自動車道路建設を求める住民の声に応えて建設され、1926年に完成。長さは延長192メートル (m) で、当時の山形県内で最大規模の長橋であった。
2代目（現行）
初代の橋の老朽化を受け、1957年より橋の架け替えに着手し、1961年に現在の2代目の橋が完成。総工費は6,758万円。